# Zawór silnikowy

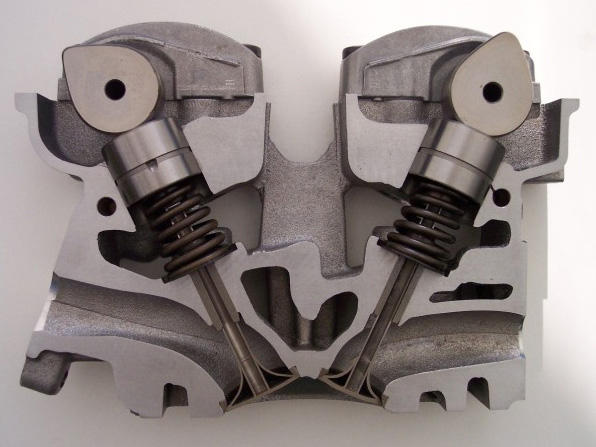
Przekrój przez głowicę silnika górnozaworowego

Zawór silnikowy – element silnika spalinowego tłokowego, umieszczony w głowicy silnika (w silnikach górnozaworowych) lub w bloku silnika (w silnikach dolnozaworowych), sterujący przepływem powietrza (w silnikach wysokoprężnych), mieszanki paliwowo-powietrznej (w silnikach o zapłonie iskrowym) i spalin.
Zawory dzielą się ogólnie na ssące (dolotowe) i wydechowe (wylotowe).
Maksymalna temperatura zaworów ssących w czasie dłuższej pracy silnika z pełną mocą wynosi od 450 do 550 °C, a wydechowych nawet 750 °C. Temperatura zaworów dolotowych jest mniejsza, gdyż są omywane świeżym ładunkiem (natomiast wydechowe spalinami).
Zawór ssący ma za zadanie otwarcie się w odpowiednim momencie cyklu ssania silnika w celu zassania mieszanki paliwowo-powietrznej lub powietrza do cylindra silnika. Po napełnieniu cylindra mieszanką następuje zamknięcie zaworu, aby mieszanka mogła być sprężona.
Zawór wydechowy otwiera się, uwalniając drogę dla rozprężonych w suwie pracy gazów. Po wyrzuceniu spalin z cylindra zawór wydechowy zostaje zamknięty.
Zawory ssące danego silnika mają zawsze większe średnice (przekroje) niż zawory wydechowe – wynika to z dążenia do zwiększenia masy ładunku podczas cyklu pracy silnika (większa moc). Z tego też powodu, jeśli liczba zaworów na cylinder jest nieparzysta, to zaworów ssących jest więcej.
Zawory wykonane są ze stali żarowytrzymałej zwanej stalą zaworową. Mają kształt pręta o średnicy kilku milimetrów, długości kilkunastu centymetrów, zakończonego z jednej strony wyprofilowanym dyskiem, tak zwanym grzybkiem. Profilowanie zapewnia dobry docisk zaworu do gniazda zaworowego i szczelność cylindra. Docisk grzybka zaworu do gniazda (i tym samym szczelność cylindra) zapewnia sprężyna śrubowa, niekiedy z talerzykami oporowymi na końcach. Pręt porusza się w tulei prowadzącej, ma założony uszczelniacz ograniczający przepływ oleju smarującego znad głowicy (gdzie typowo pracują inne elementy układu rozrządu) do cylindra – zużycie tego uszczelniacza jest często powodem nadmiernego zużycia oleju przez silnik. Drugi koniec zaworu połączony jest z innymi elementami układu rozrządu, zapewniającymi synchronizację ruchów zaworów z cyklami ruchów tłoków silnika.
Uszkodzenie (wygięcie), i tym samym utrata szczelności zaworu, może wystąpić przy zerwaniu paska rozrządu (po zderzeniu tłoka z otwartym zaworem). W czasie normalnej wieloletniej eksploatacji silnika ma miejsce także nadtapianie i zużycie korozyjne samych zaworów i gniazd zaworowych (zużycie przylgni zaworowej), co prowadzi do pewnej utraty szczelności i spadku kompresji. Naprawa polega na frezowaniu, szlifowaniu i docieraniu zaworów i gniazd.